# 万能管家
《万能管家》（英語：Jeeves and Wooster）是一部克莱夫·埃克斯顿改编自佩勒姆·格伦维尔·伍德豪斯“吉夫斯”故事系列的英国喜剧电视节目。
本剧在1990年到1993年期间，在英國獨立電視台播出。休·劳瑞饰演“空气般冷淡和文雅愚钝（airy nonchalance and refined gormlessness）的独特混合”的Bertie Wooster，史蒂芬·弗莱 饰演Jeeves，知识渊博的天才般男仆。
Wooster是一名单身、小贵族并且无所事事的阔佬。不可缺少的仆人Jeeves使他摆脱了不少社交灾难。故事设定在1930年代的英美。
本剧最后一季获得BAFTA最佳戏剧系列奖提名。